# Bayındır, Altınyayla
Bayındır là một xã thuộc huyện Altınyayla, tỉnh Sivas, Thổ Nhĩ Kỳ. Dân số thời điểm năm 2011 là 145 người.